# Брестовиця-при-Комну
Брестовиця-при-Комну (словен. Brestovica pri Komnu) — поселення в общині Комен, Регіон Обално-крашка, Словенія. Висота над рівнем моря: 53,4 м.